# William Sebring Kirkpatrick
William Sebring Kirkpatrick (* 21. April 1844 in Easton, Pennsylvania; † 3. November 1932 ebenda) war ein US-amerikanischer Politiker. Zwischen 1897 und 1899 vertrat er den Bundesstaat Pennsylvania im US-Repräsentantenhaus.

## Werdegang
William Kirkpatrick besuchte die öffentlichen Schulen seiner Heimat sowie das Lafayette College in Easton. Nach einem anschließenden Jurastudium und seiner Zulassung als Rechtsanwalt begann er in diesem Beruf zu arbeiten. Von 1866 bis 1874 war er juristischer Vertreter seiner Heimatstadt Easton. In den Jahren 1868 und 1869 unterrichtete er dort auch als Lehrer an den öffentlichen Schulen; von 1875 bis 1877 gehörte er der Fakultät des Lafayette College an, wo er auch später noch Vorlesungen über Kommunalrecht hielt. Von 1890 bis 1932 war er Kuratoriumsmitglied an diesem Institut. Im Jahr 1874 wurde Kirkpatrick Vorsitzender Richter im dritten Gerichtsbezirk von Pennsylvania. Politisch wurde er Mitglied der Republikanischen Partei. Im Jahr 1882 war er Delegierter und zeitweise Vorsitzender des regionalen Parteitags der Republikaner in Pennsylvania; im Juni 1884 nahm er als Delegierter an der Republican National Convention in Chicago teil. Zwischen 1887 und 1891 bekleidete er das Amt des Attorney General in Pennsylvania. 1894 kandidierte er noch erfolglos für den Kongress.
Bei den Kongresswahlen des Jahres 1896 wurde Kirkpatrick dann aber im siebten Wahlbezirk von Pennsylvania in das US-Repräsentantenhaus in Washington, D.C. gewählt, wo er am 4. März 1897 die Nachfolge des Demokraten Joseph Johnson Hart antrat. Da er im Jahr 1898 nicht bestätigt wurde, konnte er bis zum 3. März 1899 nur eine Legislaturperiode im Kongress absolvieren. Diese war von den Ereignissen des Spanisch-Amerikanischen Krieges geprägt.
Nach dem Ende seiner Zeit im US-Repräsentantenhaus praktizierte William Kirkpatrick wieder als Anwalt. Er starb am 3. November 1932 in Easton. Sein Sohn William (1885–1970) wurde ebenfalls Kongressabgeordneter.